# 남면 (홍천군)
남면(南面)은 강원특별자치도 홍천군 서남부에 위치한 면이다.

## 개요
강원특별자치도의 관문으로서 경기도 양평과 연접되어 있으며 21개리 6,500여명의 주민 대다수는 농업과 상업에 종사하고 있다. 명동리와 유치리에서는 무농약 유기 농산물 등 친환경농업을 선도하여 청정 농산물을 생산·공급하고 있으며, 아울러 양덕원 지역을 중심으로 도시기반시설 조성 및 5일장 활성화, 화전2리 농공단지가 있으며 도내 수출 1위의 최첨단 의료기기 생산업체인 삼성메디슨 홍천공장은 남면의 자랑이다.
홍천 9경 중 제4경인 금학산과 금학산에서 내려다보이는 태극문양의 남노일 강변은 맑고 청정함을 유지한 광활한 유원지로, 태고의 숨결이 그대로 간직되어 있는 자연친화적인 계곡과 산하의 신비로움을 원형 그대로 보존한 영서 제일의 아름다운 고장이다.

## 역사
- 고구려시대 : 벌력천현
- 신라시대 : 화산현
- 1018년 (고려 현종 9년) : 홍천현
- 1895년 (고종 32년) : 금물산면
- 1925년 : 홍천군 남면으로 개칭
- 1963년 1월 1일 : 삼마치리가 홍천읍으로 편입
- 1973년 7월 1일 : 상창봉리가 횡성군 공근면으로 편입[1]
- 1983년 2월 15일 : 상오안리가 홍천읍으로 편입
- 1995년 1월 1일 : 행정구역 조정에 따라 시동 3리를 시동3, 5리로 분할

## 행정 구역
| 법정리   | 한자명   | 행정리                                      | 비고            |
| -------- | -------- | ------------------------------------------- | --------------- |
| 남노일리 | 南魯日里 | 남노일리                                    |                 |
| 명동리   | 明洞里   | 명동리                                      |                 |
| 시동리   | 詩洞里   | 시동1리, 시동2리, 시동3리, 시동4리, 시동5리 |                 |
| 신대리   | 新垈里   | 신대1리, 신대2리                            |                 |
| 양덕원리 | 陽德院里 | 양덕원1리, 양덕원2리                        | 면사무소 소재지 |
| 용수리   | 龍水里   | 용수리                                      |                 |
| 유목정리 | 楡木亭里 | 유목정1리, 유목정2리                        |                 |
| 유치리   | 楡峙里   | 유치1리, 유치2리                            |                 |
| 월천리   | 月川里   | 월천1리, 월천2리                            |                 |
| 제곡리   | 諸谷里   | 제곡리                                      |                 |
| 화전리   | 花田里   | 화전1리, 화전2리, 화전3리                   |                 |

## 교육
- 강원생활과학고등학교 · 양덕중학교
- 명덕초등학교
- 협신초등학교
- 매산초등학교

## 교통

### 도로 교통
남면소재지인 양덕원의 주위로 홍천과 양평으로 통하는 국도 제44호선이 지나고 있다. 또한 서면과 시동리, 횡성군 방향으로 지방도 제494호선이 통과한다.

### 대중교통
양덕원터미널에 금강고속의 동서울-양평-홍천간 시외버스와, 홍천종합버스터미널과 남면 및 서면 각지를 잇는 홍천군의 농어촌버스가 수시로 운행하고 있다. 하루 5회 용문버스터미널, 1회 횡성읍으로 가는 농어촌버스 노선이 운행한다. 2019년 1월까지 횡성에서 출발하는 횡성군의 농어촌버스 노선이 시동까지 운행하였으나 2월 1일로 폐지되었다.

## 특이 사항
유치리는 한 때 《청춘불패》 촬영지로 유명하였다. 2009년부터 1년 2개월 동안 수요일마다 연예인들이 방문하여 9 ~ 16일 뒤에 방영할 분량을 제작하였다.